# ホーキング放射
| ホーキング放射は存在するか。仮に存在しない場合、ブラックホールが消失した時、その中にあった情報はどうなるのか。 |

ホーキング放射（ホーキングほうしゃ、英語: Hawking radiation）またはホーキング輻射（ホーキングふくしゃ）は、スティーヴン・ホーキングが存在を提唱・指摘した、ブラックホールからの熱的な放射のことである。
「ブラックホールは熱的な特性を持つだろう」と予言したヤコブ・ベッケンシュタインの名前を取って、ベッケンシュタイン・ホーキング輻射（Bekenstein-Hawking radiation）と呼ぶこともある。

## 概説
一般相対性理論が予言するブラックホール天体には、量子効果を考えるならば、熱的な放射がある、と1974年にホーキングが提唱した。
ブラックホールの絶対温度 T が次式で定義される。
{\displaystyle T={\frac {\hbar c^{3}}{8\pi kGM}}}
ここで k はボルツマン定数、M はブラックホールの質量である。つまり、ブラックホールはその質量M で決まる温度 T の熱放射を放出していることになり、完全に「黒い」わけではない。これがホーキング放射である。ホーキング放射はエネルギーを外部に放出するので、ブラックホールの質量は減少する。
上式から、ブラックホールは質量M が小さければ小さいほど高温であるといえる。とはいえその温度は、例えば太陽の数倍の質量を持つブラックホールの場合、数千万分の1 K 程度となり、通常の恒星質量クラスのブラックホールでは宇宙背景放射の温度（3 K）よりもずっと低い。

### 簡略化された説明
量子力学的に真空ゆらぎからトンネル効果により粒子がブラックホールの事象の地平線付近で対生成を起こす。その対生成で出来た二つの粒子の一方（負のエネルギー粒子）が地平線に向かって落ち、片方（正のエネルギー粒子）が外へ放射される。エネルギー保存の法則からブラックホールの質量エネルギーは下がる。つまり質量を失う。この放射がホーキング放射であるとされる。

### 音のブラックホールによるホーキング放射の観測
2016年、イスラエルの科学者ジェフ・スタインハウアーは、音速以上に物質を加速させることで音響的な事象の地平面（ブラックホール）を再現し、そこに一対のフォノンを発生させ、一方は事象の地平面に吸い込まれ、一方は事象の地平面から放射されるように移動する、ホーキング放射と同様に見える現象を確認したと発表した。
巨視的にはブラックホールがある温度の熱放射で光っているように見える。